# Всеукраїнський з'їзд робітниць і селянок
Всеукраїнський з'їзд робітниць і селянок 1920 – перший всеукраїнський з'їзд жінок-робітниць України. Проходив 3–8 листопада у м. Харків. На з'їзд прибуло 1105 делегаток, серед яких 707 робітниць, 366 селянок і 32 представниці інтелігенції. За партійною приналежністю: 454 комуністки і 436 їм співчуваючих (разом 890, або понад 80 % делегатів), 211 безпартійних, 4 чл. інших партій. Під час відкриття з'їзду всім було роздано тексти промови В.Леніна 19 листопада 1918 на I Всеросійському з'їзді робітниць та селянок та резолюції цього з'їзду. Делегатки розглянули питання: 
1. Жовтнева революція і майбутня світова революція;
2. участь робітниць та селянок у радянському і партійному будівництві;
3. роль селянок в організації та діяльності комітетів незаможних селян;
4. допомога робітниць і селянок Червоній армії;
5. продовольча політика й роль робітниць і селянок у громадському та дитячому харчуванні;
6. участь робітниць і селянок у кооперативному будівництві;
7. охорона народного здоров'я;
8. охорона материнства й дитинства;
9. соціальне виховання та боротьба з неписемністю;
10. робітничо-селянська інспекція;
11. охорона праці;
12. соціальне забезпечення трудящих.

З доповідями на з'їзді виступили М.Скрипник, Д.Мануїльський, діячки руху – К.Самойлова, К.Ніколаєва, В.Мойрова, М.М.Скрипник. Одноголосно прийняті з'їздом резолюції закликали трудівниць до участі у радянському і господарському будівництві, до вступу в комуністичну партію, зміцнення союзу робітниць та селянок.